# Armored Core: Master of Arena
Armored Core: Master of Arena (яп. アーマード・コア マスターオブアリーナ Āmādo Koa Masutā obu Arīna) — компьютерная игра в жанре меха-шутер от третьего лица, разработанная компанией FromSoftware и выпущенная в 1999 году эксклюзивно для Японии и Северной Америки. Третья игра в серии Armored Core и последняя в трилогии на PlayStation.

## Сюжет
История Master of Arena происходит параллельно с оригинальной Armored Core, в Айзек-Сити происходит масштабное сражение между двумя корпорациями, которое приводит к многочисленным жертвам среди гражданского населения. Главный герой выжил в этой битве, потеряв всю свою семью в хаосе. Поклявшись отомстить, игрок вступает в Raven's Nest, центральную организацию пилотов мехов Armored Core, чтобы пробиться наверх и убить Hustler One (сэйю Нобуюки Хияма), пилота знаменитого меха Nine-Ball, который был в центре битвы.
Игрок встречает Лану Нильсен (сэйю Кумико Ватанабэ), оператора, которая становится менеджером главного героя. Элан Кубис (сэйю Ясунори Мацумото), влиятельная фигура в компании Progtech, становится спонсором игрока в попытке исследовать Raven's Nest. С этими союзниками игрок поднимается по служебной лестнице Raven's Nest. После того, как игрок выполнил несколько миссий, объекты Progtech начинают подвергаться атакам, а позже выясняется, что некоторые высокопоставленные пилоты причастны к краже секретных материалов компании. Крупная атака на штаб-квартиру корпорации Progtech показывает, что целью является Элан, и злоумышленники следуют за ним в лабораторию в глубине Айзек-Сити.
Нападающих возглавляет Hustler One, который противостоит игроку. После того, как его мех Nine-Ball повреждён, Hustler отступает. Таинственное сообщение от Ланы приводит игрока на заброшенную фабрику, где выясняется, что она, как и Hustler One, на самом деле являются компонентами главного искусственного интеллекта, который управляет многочисленными мехами Nine-Ball и создал как корпорации, так и Raven's Nest, чтобы восстановить человечество. Игрок едва побеждает мощного меха Nine-Ball и кладёт конец ИИ.

## Игровой процесс
Master of Arena, как и Project Phantasma, сохраняет большую часть основного геймплея Armored Core с относительно небольшими изменениями. Режим арены, введённый в Project Phantasma, теперь является обязательной элементом игрового процесса, а не опциональным дополнением. Оружие и предметы из обеих предыдущих игр появляются вместе со снаряжением, эксклюзивным для Master of Arena.
Как и в Project Phantasma, в Master of Arena можно перенести данные своего персонажа со всеми настройками и оружием из предыдущих игр при наличии сохранений на карте памяти. Игрок также может создать нового персонажа, но тогда будет заблокировано определённое оружие и предметы из предыдущих игр.
Master of Arena имеет 19 миссий и 10 арен, которые охватывают более сотни противников. Режим арены разделён на две версии. На первом диске игры несколько матчей на арене встроены в сюжет, в то время как второй диск, озаглавленный EX Arena, охватывает большую часть игрового процесса на арене отдельно от основной истории. Режим Ranker MK на EX Arena позволяет игрокам настраивать противников в специальных матчах.
Продолжая традицию многопользовательского геймплея предыдущих игр, Master of Arena сохраняет многопользовательский режим серии с разделённым экраном, а также фирменный режим связи, использующий PlayStation Link Cable для соединения двух консолей PlayStation вместе для сражений один на один. В отличие от более ранних игр, в которых для подключения требовались две отдельные копии соответствующей игры, игроки могут использовать два диска, включённые в Master of Arena, для получения той же функциональности.

## Релиз
Master of Arena была первоначально выпущена в Японии для Sony PlayStation 4 февраля 1999 года. FromSoftware в партнерстве с Agetec выпустила североамериканскую версию 22 марта 2000 года. Европейская версия так и не была выпущена.
Как часть набора PSone Classics, Master of Arena была переиздана в Японии для PlayStation 3 (а позже и для PlayStation Vita) 28 ноября 2007 года. Она никогда не переиздавалась в других регионах.
1 апреля 1999 года в Японии была издана официальная новеллизация игры за авторством писателя Сами Синосаки. В этой версии сюжета главного героя зовут Фриц Берн, а в историю добавлен новый персонаж — женщина-пилот Винтаж.

## Оценки
| Сводный рейтинг    | Сводный рейтинг                                                                    |
| Агрегатор          | Оценка                                                                             |
| ------------------ | ---------------------------------------------------------------------------------- |
| GameRankings       | 69,68 %                                                                            |
| Иноязычные издания |                                                                                    |
| Издание            | Оценка                                                                             |
| AllGame            | 3,5 из 5 звёзд · 3,5 из 5 звёзд · 3,5 из 5 звёзд · 3,5 из 5 звёзд · 3,5 из 5 звёзд |
| Famitsu            | 29/40                                                                              |
| GameFan            | 81 %                                                                               |
| Game Informer      | 7,5/10                                                                             |
| GamePro            | 3,5 из 5 звёзд · 3,5 из 5 звёзд · 3,5 из 5 звёзд · 3,5 из 5 звёзд · 3,5 из 5 звёзд |
| GameRevolution     | B−                                                                                 |
| GameSpot           | 6,3/10                                                                             |
| IGN                | 8/10                                                                               |
| Next Generation    | 3 из 5 звёзд · 3 из 5 звёзд · 3 из 5 звёзд · 3 из 5 звёзд · 3 из 5 звёзд           |
| OPM                | [ 8 ]                                                                              |

Игра получила средние отзывы по данным сайта агрегатора рецензий GameRankings. В Японии Famitsu поставил оценку 29 из 40.
Расширение концепции арены в игре было хорошо воспринято рецензентами, а GameRevolution прокомментировал, что эта функция «теперь довольно интересно и хорошо интегрирована во всю игру». Allgame похвалил бои на арене, написав: «действие становится более интенсивным, когда вы сражаетесь с другими пилотами AC вашего уровня». Функция Ranker MK также получила высокую оценку нескольких рецензентов.
Критика игры была направлена на слаборазвитый сюжет, устаревшие визуальные эффекты, сложную схему управления и ошибку, которая мешала локальному многопользовательскому режиму. GamePro прокомментировали элементы управления, которые остались неизменными, и отметили, что из-за того, что оригинальная игра вышла до выпуска контроллера DualShock, в Master of Arena не использовались преимущества более полного управления.
GameSpot написал, что идентичное качество графики было «прискорбным, потому что с течением времени она выглядят всё более устаревшей». Отсутствие эволюции в игре было предметом особой критики, разделяемой многими рецензентами, а Game Informer написал: «Если вы играли в две другие версии, то вы, по сути, сыграли и в эту часть». Next Generation, комментируя устаревшую концепцию игры, по-прежнему считает, что в игре достаточно того чтобы в неё сыграть.